# JCSAT-110A
JCSAT-110A (vormals JCSAT-15) ist ein kommerzieller Kommunikationssatellit der japanischen SKY Perfect JSAT Holdings.
Er wurde am 21. Dezember 2016 mit einer Ariane-5-Trägerrakete vom Raketenstartplatz Centre Spatial Guyanais (zusammen mit Star One D1) in eine geostationäre Umlaufbahn gebracht und soll N-SAT-110 ersetzen.
Der dreiachsenstabilisierte Satellit ist mit Ku-Band-Transpondern ausgerüstet und soll von der Position 110° Ost aus Japan, Ozeanien und den Indischen Ozean mit Telekommunikationsdienstleistungen versorgen. Er wurde auf Basis des Satellitenbusses SSL 1300 der Space Systems/Loral gebaut und besitzt eine geplante Lebensdauer von 15 Jahren. Der Auftrag zum Bau von JCSAT-15 und JCSAT-16 wurde im April 2014 bekannt gegeben.